# 勒蓬克雷蒂安-沙布内
勒蓬克雷蒂安-沙布内（法語：Le Pont-Chrétien-Chabenet，法語發音：[lə pɔ̃ kʁetjɛ̃ ʃabnɛ]）是法国安德尔省的一个市镇，位于该省中南部略偏西，属于沙托鲁区。该市镇由勒蓬克雷蒂安（Le Pont-Chrétien）和沙布内（Chabenet）两个村庄组成。

## 地理
勒蓬克雷蒂安-沙布内（46°37'44"N, 1°28'49"E）面积9.03 平方千米，位于法国中央-卢瓦尔河谷大区安德尔省，该省份为法国中部省份，北起卢瓦-谢尔省，西北接安德尔-卢瓦尔省，西南接维埃纳省，南至克勒兹省和上维埃纳省，东临谢尔省。
与勒蓬克雷蒂安-沙布内接壤的市镇（或旧市镇、城区）包括：沙斯讷伊、圣马塞尔、唐迪、特奈。

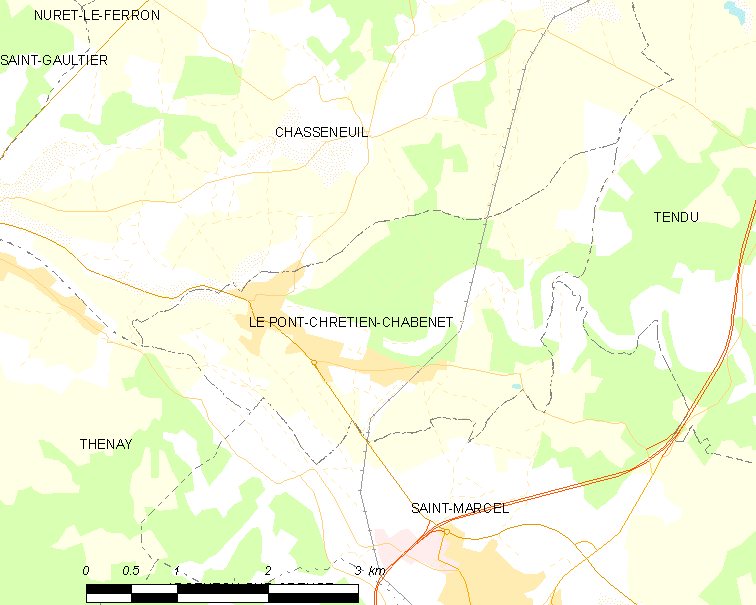
勒蓬克雷蒂安-沙布内的OSM定位图

勒蓬克雷蒂安-沙布内的时区为UTC+01:00、UTC+02:00（夏令时）。

## 行政
勒蓬克雷蒂安-沙布内的邮政编码为36800，INSEE市镇编码为36161。

## 政治
勒蓬克雷蒂安-沙布内所属的省级选区为克勒兹河畔阿让通县。

## 人口

1962-2008年间勒蓬克雷蒂安-沙布内人口变化图示

勒蓬克雷蒂安-沙布内于2022年1月1日时的人口数量为934人。